# Rock Creek, Ohio
Rock Creek är en ort (village) i Ashtabula County i Ohio, USA.